# Stazione di Sakata (Shiga)
La stazione di Sakata (坂田駅?, Sakata-eki) è una stazione ferroviaria della città di Maibara, nella prefettura di Shiga in Giappone. La stazione è gestita dalla JR West e serve la linea Biwako (parte della linea principale Tōkaidō e della linea principale Hokuriku).

## Struttura
La stazione è costituita da due piattaforme laterali con 2 binari in superficie al livello del terreno. 
Per quanto riguarda il traffico, per tutto il giorno alla stazione fermano circa 2 treni all'ora.
| B. Est   | ■ Linea JR Biwako | per Maibara, Kyoto e Ōsaka    |
| B. Ovest | ■ Linea JR Biwako | per Nagahama, Tsuruga e Ōgaki |

## Stazioni adiacenti
| ≪                                           | Servizio                                    | ≫                                           |
| Linea principale Hokuriku (Linea JR Biwako) | Linea principale Hokuriku (Linea JR Biwako) | Linea principale Hokuriku (Linea JR Biwako) |
| ------------------------------------------- | ------------------------------------------- | ------------------------------------------- |
| Tamura                                      | Locale Rapido Speciale                      | Maibara                                     |